# Hamburger Pokal
Der Hamburger Pokal wird seit 1951/52 vom Hamburger Fußball-Verband veranstaltet.
Derzeit wird der Pokal unter dem Namen LOTTO-Pokal ausgetragen. Zuvor hatte der langjährige Sponsor, LOTTO Hamburg, den Pokal bereits, angelehnt an die jeweiligen hauseigenen Wettangebote, von 1983 bis 2001 unter der Bezeichnung Toto-Pokal und von 2001 bis 2019 unter dem Namen Oddset-Pokal unterstützt. Die letzte Namensänderung erfolgte dabei im Jahre 2019 als LOTTO Hamburg aus wirtschaftlichen Gründen aufhörte die Oddset-Wette als Sportwette weiter anzubieten. Geläufig sind darüber hinaus auch heute noch die Namen HFV-Pokal oder schlicht Pokal.
Der Sieger des Lotto-Pokals qualifiziert sich seit 1974 automatisch für den DFB-Pokal. Titelträger der Saison 2024/25 ist der FC Eintracht Norderstedt, welcher sich am 24. Mai 2025 im Finale gegen den USC Paloma Hamburg durchsetzte.

## Geschichte
Der Modus des Wettbewerbs wechselte stetig. In den ersten Jahren wurde der Pokal ohne Endspiel durchgeführt, da mehrere Vereine den Norddeutschen Pokal (welcher als „Vorrunde“ zum DFB-Pokal fungierte) erreichen konnten und damit ein Finale nicht notwendig war, um diese Vereine zu ermitteln – aus diesem Grund gibt es auch zu vielen Spielzeiten keinen offiziellen Sieger des Wettbewerbs. Ausnahmen von dieser Regel waren die Saisons 1954/55, in welcher der ASV Bergedorf 85 den Pokal gewann, und 1955/56, als Borussia Harburg vor 600 Zuschauern das Finale für sich entschied. In den darauffolgenden Jahren sah die Ausführung des Turniers wieder kein Endspiel vor. Erst fast 20 Jahre später wurde 1973 wieder ein Finale ausgetragen, das der SC Poppenbüttel gewann und damit im selben Jahr am letztmals ausgetragenen Norddeutschen Pokal teilnehmen durfte.
Seit 1974 qualifizieren sich die Gewinner der jeweiligen Austragungen des HFV-Pokals nicht mehr für die 1. Runde des Norddeutschen Pokals, sondern direkt für den DFB-Pokal. Seit 1981/82 wird jede Pokalsaison mit einem Endspiel ausgetragen, da die Anzahl der Teilnehmer am DFB-Pokal stark verringert wurde und somit nur noch ein Hamburger Verein für den DFB-Pokal zugelassen wurde. An diesem Modus hat sich bis heute nichts verändert.
Den höchsten Sieg der Pokalgeschichte erzielte der damalige Oberligist TSV Buchholz 08 in der 1. Runde der Saison 2024/25 mit einem 53:2 beim Moorburger TSV (Kreisklasse B).

## Modus
Heute besteht der HFV-Pokal aus acht Runden (inklusive Finale), wobei es in den ersten Runden vereinzelt Freilose gibt, um spätestens ab dem Achtelfinale eine gerade Anzahl von Vereinen im Wettbewerb zu haben. Von Runde 1 bis 3 ist der Pokalwettbewerb in vier Gruppen (Süd/Ost, Bergedorf/Ost, Nord/Mitte und West/Pinneberg/Uetersen) aufgeteilt, um den Vereinen hohe Anfahrtskosten zu ersparen, wobei dies gleichzeitig auch bedeutet, dass bestimmte Vereine in den ersten Runden aufgrund der schwachen Gegner in ihrer Gruppe kaum gefordert werden, während in anderen Gruppen schon früh höherklassige Mannschaften ausscheiden können.
Der unterklassige Verein hat im Pokalwettbewerb immer Heimrecht. Eine Ausnahme stellt hierbei das Finale dar, das in der Regel auf neutralem Boden gespielt wird.

## Teilnehmer
Startberechtigt am Hamburger Pokal sind alle Vereine, die im Hamburger Fußballverband Mitglied sind. Dafür ist keine Mindestliga notwendig (es dürfen also auch Klubs aus der untersten Liga für den Pokal melden) und der Verein muss nicht mal aktiv im Ligabetrieb spielen (so nahm in den 1970er und 1980er Jahren regelmäßig der VfL Fosite aus Helgoland, welcher Mitglied im HFV ist, am Wettbewerb teil, obwohl Fosite nie im Ligabetrieb spielte). Allerdings ist kein Hamburger Verein für die Teilnahme am Wettbewerb verpflichtet, so dass manchmal auch Vereine nicht am Pokal teilnehmen, obwohl sie im Ligasystem aktiv sind.
Seit der Saison 2008/09 sind Zweitmannschaften für den Lotto-Pokal nicht mehr startberechtigt, da diese sich nicht mehr für den DFB-Pokal qualifizieren können.

## Bisherige Sieger und Endspiele
| Saison    | Sieger                  | Gegner                  | Ergebnis            | Spielstätte                | Zuschauer           |
| --------- | ----------------------- | ----------------------- | ------------------- | -------------------------- | ------------------- |
| 1954/55   | Bergedorf 85            | SC Sperber              | 2:1 n. V.           |                            |                     |
| 1955/56   | Borussia Harburg        | SuS Bergedorf           | 3:1                 | Billtalstadion             | 600                 |
| 1957–72   | nicht ausgetragen       | nicht ausgetragen       | nicht ausgetragen   | nicht ausgetragen          | nicht ausgetragen   |
| 1972/73   | SC Poppenbüttel         | Germania Schnelsen      | 2:1                 | Sportplatz Landesgrenze    |                     |
| 1974–81   | nicht ausgetragen       | nicht ausgetragen       | nicht ausgetragen   | nicht ausgetragen          | nicht ausgetragen   |
| 1981/82   | Bergedorf 85            | FC St. Pauli            | 1:0                 | Stadion Hoheluft           | 1.136               |
| 1982/83   | Hummelsbütteler SV      | HEBC                    | 6:5 n. E.           | Adolf-Jäger-Kampfbahn      | 3.400               |
| 1983/84   | Altona 93               | FC St. Pauli            | 3:0                 | Stadion Hoheluft           | 4.745               |
| 1984/85   | Altona 93               | SV Lurup                | 2:0                 | Stadion Hoheluft           | 2.500               |
| 1985/86   | FC St. Pauli            | Holsatia Elmshorn       | 5:0                 | Wilhelm-Koch-Stadion       | 1.000               |
| 1986/87   | SC Concordia            | Altona 93               | 4:1                 | Stadion Hoheluft           | 1.100               |
| 1987/88   | Meiendorfer SV          | SC Concordia            | 1:0                 | Stadion Hoheluft           | 1.500               |
| 1988/89   | Altona 93               | SC Concordia            | 3:1 n. V.           | Stadion Hoheluft           | 2.000               |
| 1989/90   | SC Victoria Hamburg     | VfL 93                  | 2:1 n. V.           | Sportplatz am Rothenbaum   | 2.500               |
| 1990/91   | Hamburger SV Amateure   | Altona 93               | 1:0                 | Stadion Hoheluft           | 1.435               |
| 1991/92   | Bergedorf 85            | FC St. Pauli Amateure   | 3:2                 | Stadion Hoheluft           | 3.372               |
| 1992/93   | Raspo Elmshorn          | KS Polonia              | 3:1                 | Stadion an der Flurstraße  | 1.026               |
| 1993/94   | Altona 93               | VfL 93                  | 4:3 n. V.           | Stadion Hoheluft           | 1.500               |
| 1994/95   | 1. SC Norderstedt       | FC St. Pauli Amateure   | 5:4 n. E.           | Stadion Hoheluft           | 4.000               |
| 1995/96   | Hamburger SV Amateure   | SC Concordia            | 3:1 n. V.           | Stadion Hoheluft           | 1.800               |
| 1996/97   | Hamburger SV Amateure   | VfL 93                  | 4:2 n. E.           | Stadion Hoheluft           | 2.100               |
| 1997/98   | FC St. Pauli Amateure   | SC Vorwärts-Wacker 04   | 4:0                 | Stadion Hoheluft           | 2.800               |
| 1998/99   | 1. SC Norderstedt       | Hamburger SV Amateure   | 2:1 n. V.           | Stadion Hoheluft           | 1.446               |
| 1999/2000 | TuS Dassendorf          | SV Börnsen              | 5:1                 | Adolf-Jäger-Kampfbahn      | 1.200               |
| 2000/01   | FC St. Pauli Amateure   | VfL Pinneberg           | 3:1                 | Adolf-Jäger-Kampfbahn      | 3.300               |
| 2001/02   | USC Paloma              | SC Victoria Hamburg     | 4:3 n. E.           | Stadion Hammer Park        | 3.000               |
| 2002/03   | Bergedorf 85            | FC St. Pauli Amateure   | 2:1                 | Stadion Hoheluft           | 4.600               |
| 2003/04   | FC St. Pauli            | Bergedorf 85            | 2:0                 | Stadion Hoheluft           | 7.072               |
| 2004/05   | FC St. Pauli            | SV Halstenbek-Rellingen | 2:1                 | Stadion Hoheluft           | 6.717               |
| 2005/06   | FC St. Pauli            | Meiendorfer SV          | 7:0                 | Stadion Hoheluft           | 5.531               |
| 2006/07   | SC Victoria Hamburg     | VfL 93                  | 1:0                 | Stadion Hoheluft           | 1.982               |
| 2007/08   | FC St. Pauli II 1       | Bergedorf 85            | 1:0                 | Stadion Hoheluft           | 1.819               |
| 2008/09   | SC Concordia            | Altona 93               | 2:1                 | Millerntor-Stadion         | 2.934               |
| 2009/10   | SC Victoria Hamburg     | SV Halstenbek-Rellingen | 1:0                 | Stadion Hoheluft           | 1.683               |
| 2010/11   | Eimsbütteler TV         | SC Vorwärts-Wacker 04   | 1:0                 | Stadion Hoheluft           | 3.360               |
| 2011/12   | SC Victoria Hamburg     | Germania Schnelsen      | 2:1                 | Stadion Hoheluft           | 4.443               |
| 2012/13   | SC Victoria Hamburg     | FC Elmshorn             | 2:1 n. V.           | Stadion Hoheluft           | 4.044               |
| 2013/14   | USC Paloma              | SC Condor               | 3:2 n. E.           | Stadion Hoheluft           | 4.317               |
| 2014/15   | HSV Barmbek-Uhlenhorst  | SC Condor               | 2:0                 | Stadion Hoheluft           | 4.700               |
| 2015/16   | Eintracht Norderstedt   | Altona 93               | 4:1 n. V.           | Stadion Hoheluft           | 4.705               |
| 2016/17   | Eintracht Norderstedt   | SV Halstenbek-Rellingen | 2:1 n. V.           | Stadion Hoheluft           | 3.193               |
| 2017/18   | TuS Dassendorf          | Niendorfer TSV          | 2:0                 | Stadion Hoheluft           | 4.183               |
| 2018/19   | TuS Dassendorf          | Eintracht Norderstedt   | 2:1                 | Stadion Hoheluft           | 2.936               |
| 2019/20   | Eintracht Norderstedt   | TSV Sasel               | 5:1                 | Wolfgang-Meyer-Sportanlage | – 2                 |
| 2020/21   | nicht ausgetragen 3     | nicht ausgetragen 3     | nicht ausgetragen 3 | nicht ausgetragen 3        | nicht ausgetragen 3 |
| 2021/22   | FC Teutonia 05 Ottensen | Altona 93               | 2:1                 | Stadion Hoheluft           | 3.014               |
| 2022/23   | FC Teutonia 05 Ottensen | TSV Sasel               | 1:0                 | Stadion Hoheluft           | 3.961               |
| 2023/24   | FC Teutonia 05 Ottensen | USC Paloma Hamburg      | 4:0                 | Stadion Hoheluft           | 3.663               |
| 2024/25   | Eintracht Norderstedt   | USC Paloma Hamburg      | 5:4 n. E.           | Stadion Hoheluft           | 3.329               |

## Rangliste der Sieger und Finalisten
(Stand: 25. Mai 2024)
Rekordgewinner des Hamburger Pokals ist der FC St. Pauli mit 7 Siegen bei 12 Finalteilnahmen, wovon die 2. Mannschaft des FC St. Pauli 3 Siege und 6 Finalteilnahmen errungen hat. Zudem gewannen der FC St. Pauli sowie der FC Teutonia 05 Ottensen den Pokal als einzige Mannschaften drei Mal hintereinander, in den Jahren 2004 bis 2006 beziehungsweise 2022 bis 2024.
Der erfolgloseste Finalteilnehmer ist der VfL 93, der trotz vier Finalteilnahmen den Pokal noch nie gewinnen konnte.
| Rang | Klub                               | Siege | Jahr(e)                                  | FT |
| --- | ---------------------------------- | ----- | ---------------------------------------- | -- |
| 1 | 0 FC St. Pauli / FC St. Pauli II 1 | 7     | 1986, 1998, 2001, 2004, 2005, 2006, 2008 | 12 |
| 2 | 0 Eintracht Norderstedt 2          | 6     | 1995, 1999, 2016, 2017, 2020, 2025       | 07 |
| 3 | 0 SC Victoria Hamburg              | 5     | 1990, 2007, 2010, 2012, 2013             | 06 |
| 4 | 0 Altona 93                        | 4     | 1984, 1985, 1989, 1994                   | 09 |
| | 0 Bergedorf 85                     | 4     | 1955, 1982, 1992, 2003                   | 06 |
| 6 | 0 Hamburger SV II 3                | 3     | 1991, 1996, 1997                         | 04 |
| | 0 TuS Dassendorf                   | 3     | 2000, 2018, 2019                         | 03 |
| | 0 FC Teutonia 05 Ottensen          | 3     | 2022, 2023, 2024                         | 03 |
| 9 | 0 SC Concordia                     | 2     | 1987, 2009                               | 05 |
| | 0 USC Paloma Hamburg               | 2     | 2002, 2014                               | 04 |
| 11 | 0 FC Elmshorn 4                    | 1     | 1993                                     | 02 |
| | 0 Meiendorfer SV                   | 1     | 1988                                     | 02 |
| 13 | 0 HSV Barmbek-Uhlenhorst           | 1     | 2015                                     | 01 |
| | 0 Eimsbütteler TV                  | 1     | 2011                                     | 01 |
| | 0 Borussia Harburg                 | 1     | 1956                                     | 01 |
| | 0 Hummelsbütteler SV               | 1     | 1983                                     | 01 |
| | 0 SC Poppenbüttel                  | 1     | 1973                                     | 01 |
| 18 | 0 VfL 93                           | -     |                                          | 04 |
| 19 | 0 SV Halstenbek-Rellingen          | -     |                                          | 03 |
| 20 | 0 SC Condor                        | -     |                                          | 02 |
| | 0 TSV Sasel                        | -     |                                          | 02 |
| | 0 SC Vorwärts-Wacker 04            | -     |                                          | 02 |
| 23 | 0 TSG Bergedorf 5                  | -     |                                          | 01 |
| | 0 SV Börnsen                       | -     |                                          | 01 |
| | 0 HEBC                             | -     |                                          | 01 |
| | 0 Holsatia im Elmshorner MTV 6     | -     |                                          | 01 |
| | 0 SV Lurup                         | -     |                                          | 01 |
| | 0 Niendorfer TSV                   | -     |                                          | 01 |
| | 0 VfL Pinneberg                    | -     |                                          | 01 |
| | 0 KS Polonia                       | -     |                                          | 01 |
| | 0 Germania Schnelsen               | -     |                                          | 01 |
| | 0 SC Sperber                       | -     |                                          | 01 |
| 1 Die Titel in den Jahren 1998, 2001 und 2008 wurden von der 2. Mannschaft des FC St. Pauli, 0.den FC St. Pauli Amateuren bzw. FC St. Pauli II, gewonnen. 2 Die Titel in den Jahren 1995 und 1999 wurden noch unter dem Namen 1. SC Norderstedt gewonnen. 3 Die Titel in den Jahren 1991, 1996 und 1997 wurden noch unter dem Namen Hamburger SV Amateure gewonnen. 4 Der Titel im Jahre 1993 wurden noch unter dem Namen Raspo Elmshorn gewonnen. 5 Die Finalteilnahme im Jahre 1956 erfolgte noch unter dem Namen SuS Bergedorf. 6 Die Finalteilnahme im Jahre 1986 erfolgte noch unter dem Namen Holsatia Elmshorn. |                                    |       |                                          |    |